# 대건타워
대건타워는 대한민국 경상북도 경주시 동천동에 위치하고 있고 또한 경주시청 인근 도심에 위치하고 있다. 지상은 최대 16층이고 지하로는 1층이 있다. 2016년 9월에 착공하여 2017년 12월에 완공하였고 2018년에는 8~11층에 호텔 801이 오픈했다. 2017년 8월 16일에 차량 일부가 파손되는 사고가 발생했다.

## 시설
| 층수     | 시설                      |
| -------- | ------------------------- |
| 16층     | -                         |
| 15층     | -                         |
| 14층     | -                         |
| 13층     | -                         |
| 12층     | -                         |
| 11층     | 호텔 801                  |
| 10층     | 호텔 801                  |
| 9층      | 호텔 801                  |
| 8층      | 호텔 801, 호텔 801 안내실 |
| 7층      | -                         |
| 6층      | -                         |
| 5층      | -                         |
| 4층      | -                         |
| 3층      | -                         |
| 2층      | -                         |
| 1층      | -                         |
| 지하 1층 | 지하주차장                |